# Harpalyce macedoi
Harpalyce macedoi är en ärtväxtart som beskrevs av John Macqueen Cowan. Harpalyce macedoi ingår i släktet Harpalyce och familjen ärtväxter. Inga underarter finns listade i Catalogue of Life.